# نایتو نوبوچیکا
نایتو نوبوچیکا (به ژاپنی: 内藤 信親 Naitō Nobuchika); ۲۴ ژانویهٔ ۱۸۱۳ – ۱۴ مهٔ ۱۸۷۴) سیاستمدار؛ دایمیو و روجو اهل ژاپن بود.